# مصطفی عقاد
مصطفی عَقّاد (به انگلیسی: Moustapha Akkad)، (۱ ژوئیه ۱۹۳۰ – ۱۱ نوامبر ۲۰۰۵)، تهیه‌کننده و کارگردان سوری-آمریکایی بود. شهرت وی بیشتر به‌خاطر کارگردانی فیلم‌های محمد رسول‌الله و شیر صحرا (بر پایه سال‌های آخر زندگی عمر مختار) است.

## زندگی
در ۱۸سالگی به ایالات متحدهٔ آمریکا رفت و در لس‌آنجلس وارد دانشگاه کالیفرنیا، لس‌آنجلس شد. بعد از اتمام تحصیلات در دانشکدهٔ سینمایی U.C.L.A، در آمریکا ماند. کارگردان یا تهیه‌کننده بیش از ۲۰ فیلم بود که معروف‌ترین آنها کارگردانی الرساله (محمد رسول‌الله)، عمر مختار و تهیه کنندگی و اسپانسر مالی هالووین (فیلم ۱۹۷۸) بود که یک فیلم ترسناک است، و چند فیلم مستند هم ساخته‌است، مانند جمال عبدالناصر. دستیار چند کارگردان بزرگ و مشهور از جمله سام پکین‌پا بوده و….
وی دربارهٔ مشکلات ساخت فیلم محمد رسول‌الله می‌گوید: متأسفانه تولید آن آن‌قدر طول نکشید که مذاکرات برای به توافق رسیدن، به طول انجامید؛ مثل مذاکرات با مسئولین مذهبی، که پنج سال کلاً طول کشید. ما تأییدیهٔ دانشگاه الازهر را داشتیم ـ آن‌ها سناریو را صفحه‌به‌صفحه مُهر کردند. بعد آن را به مجلس الشیعه در لبنان بردیم؛ آن‌ها هم آن را مُهر کردند و به ما گفتند که باید از «رابط فی العالم الاسلامیه» در عربستان سعودی اجازه بگیرید. آن‌ها مثلاً «جناح راست افراطی» بودند. آن‌ها فکر می‌کردند که همه ملحدند. الازهری‌ها ملحدند. باید می‌رفتم آنجا و می‌فهمیدم چرا با آن مخالف‌اند. من به آن‌ها دربارهٔ این «صورت حرام» گفتم که من در دانشگاه کالیفرنیا یادگرفته‌ام که کسی که تئوری عکاسی و عدسیها را پایه‌گذاری کرد، یک مسلمان بود به نام «حسن ابن هیثم»، و حالا ما اینجا، به اذان مسلمین داریم می‌گوییم که حرام است؟! عکس ملک فیصل در روزنامه بود؛ گفتم: این یک «صورت حرام» است؟ گفت که نه، این اشکال ندارد، چون «انجماد سایه» (freezing shadow) است. می‌دانید آن‌ها در حماقتشان باهوش‌اند. می‌گفت شما در سینما آن را به حرکت درمی‌آورید و به آن روح می‌بخشید و خلقت روح، فقط به خدا مربوط است. من گفتم که اگر تصویر خودم را در آینه ببینم دلیل نیست که من یک روح خلق کرده‌ام، و اگر من قادر بودم که روح خلق کنم، ارواح بسیاری برای تمام جهان عرب خلق می‌کردم. بعد به او گفتم که در زمانی که ما داریم دربارهٔ «صورت حرام» جروبحث می‌کنیم، آن‌ها روی کرهٔ ماه می‌نشینند، چون هم‌زمان با این واقعه بود، و در تلویزیون دیده می‌شد، بعد رئیس آن‌ها از آن عقب فریاد می‌زند، اسمش «بز» بود، مفتی آن‌ها بود، گفت آن‌ها به روی کرهٔ ماه ننشسته‌اند، شما را فریب داده‌اند، آن کرهٔ ماه نیست. فکر کردم که فایده ندارد؛ بنابراین، من بدون تصویب آنها، کار را شروع کردم، ولی این مراحل دو سال طول کشید، و بعد از این‌که تهیه‌کننده‌ها را یافتم، کار سه سال دیگر طول کشید.

## مرگ
مصطفی عقّاد در سال ۲۰۰۵ به‌همراه دخترش بر اثر انفجار بمبی توسط القاعده، که در مجلس عروس در هتلی در اردن کار گذاشته شده‌بود، کشته شد.دخترش فوراً درگذشت و عقّاد بر اثر جراحات دو روز بعد در بیمارستان درگذشت.
غقاد و دختر 34 ساله اش ، ریما عقاد مونلا ، در بمب گذاری  امان 2005 کشته شدند.  آنها هر دو در 9 نوامبر در لابی در گرند هیات امان بودند که بمبی منفجر شد. دخترش فوراً درگذشت و او دو روز بعد در بیمارستان در اثر جراحات وارده درگذشت. وی در گورستان الجده در حلب سوریه دفن شده است. از او همسر سابقش که امریکایی بود بنام پاتریشیا  و پسرانش ، طارق  و ملک و همسر بعدی وی  سوها اشا  و پسرش زید باقی ماندند.

## فیلم‌شناسی
- رسالت (محمد رسول‌الله) (۱۹۷۶)
- هالووین (۱۹۷۸) (تهیه‌کنندهٔ جانبی)
- عمر مختار (۱۹۸۰)
- هالووین ۲ (۱۹۸۱) (تهیه‌کنندهٔ جانبی)